# Stefan Bogomilov
 (avril 2016).
Si vous disposez d'ouvrages ou d'articles de référence ou si vous connaissez des sites web de qualité traitant du thème abordé ici, merci de compléter l'article en donnant les références utiles à sa vérifiabilité et en les liant à la section « Notes et références ».
Stefan Bogomilov est un footballeur international bulgare, né le 11 avril 1945 à Varna.
Évoluant au poste d'attaquant, il joue au Tcherno More Varna pendant 14 ans (de 1962 à 1976), et détient le record de buts avec ce club, avec 162 buts en 353 matchs. Actuellement, il est le huitième meilleur buteur du championnat bulgare. Il est sélectionné à cinq reprises en équipe nationale, pour un but inscrit. Bogomilov remporte le prix du meilleur joueur du Tcherno More en 1975.

## Biographie

### Carrière de joueur
Stefan Bogomilov réalise sa première apparition pour l'équipe de Tcherno More Varna en championnat de Bulgarie le 21 octobre 1962 contre les rivaux locaux du FK Spartak Varna, à l'âge de 17 ans. Il s'installe rapidement sur le flanc gauche de l'attaque et porte le numéro 11 durant la majeure partie de sa carrière. Il montre des compétences remarquables dans la distribution de balle grâce à son pied gauche. 
Il marque avec la tête 98 de ses 162 buts, ce qui reste un record unique dans le football bulgare. Bogomilov est aussi celui qui tire par défaut les penalties de l'équipe. Il marque 27 fois depuis le point de penalty, et il en manque un seul en championnat, lors d'un match contre le Botev Vratsa. Il rate encore un penalty à l'occasion d'un match amical contre Coventry City à Highfield Road (1-1) le 10 août 1966. 
Bogomilov est approché plusieurs fois pour rejoindre des équipes de Sofia, telles que le Slavia ou le Levski, ce qui est considéré comme un privilège lors de l'époque communiste. Il refuse toutefois de quitter le club de sa ville natale. 
Il est blessé durant quasiment toute sa dernière saison passée au Tcherno More Varna, et marque son dernier but en faveur de l'équipe le 17 avril 1976, contre le club de Dunav Ruse. En juin 1976, Tcherno More termine avant-dernier du classement et doit donc être relégué en deuxième division. Bogomilov est libéré par son club et joue ensuite au Vatev Beloslav, une autre équipe de deuxième division, ce qui constitue sa dernière saison en tant que joueur.

### Carrière internationale
Stefan est appelé à cinq reprises en équipe nationale des moins de 21 ans. Il fait ses débuts le 5 septembre 1965 à Francfort-sur-l'Oder contre la RDA. 
Il est ensuite sélectionné en équipe nationale A et prend part à la préparation pour la Coupe du monde 1974, faisant ses débuts internationaux à Jakarta contre l'Indonésie le 4 février 1973. Il marque le seul but de sa carrière internationale lors d'une victoire 3-1 contre l'Australie le 16 février 1973 à Adélaïde.

### Carrière d'entraîneur
Après avoir raccroché les crampons, Bogomilov entraîne de nombreuses équipes de troisième division bulgare. 
En 1992, il signe un contrat avec la formation libyenne d'Al Jazira Zwarah, qui évolue en deuxième division nationale. Il retourne ensuite à Varna pour diriger les équipes de jeunes du Tcherno More jusqu'en 2002.